# Feyzioğlu
Feyzioğlu ist ein ursprünglich patronymisch gebildeter türkischer Familienname mit der Bedeutung „Sohn (-oğlu) des Feyzi“. 

## Namensträger
- Mehmet Feyzi Feyzioğlu (1922–1983), türkischer Jurist
- Metin Feyzioğlu (* 1969), türkischer Jurist und Hochschullehrer
- Turhan Feyzioğlu (1922–1988), türkischer Akademiker und Politiker
- Yücel Feyzioğlu (* 1946), deutsch-türkischer Kinderbuchautor